# أندرو جي. باتريك
أندرو جي. باتريك (بالإنجليزية: Andrew G. Patrick)‏ هو مهندس معماري أمريكي، ولد في 1907 في بريدجبورت في الولايات المتحدة، وتوفي في 1955.